# Leptophylax gracilis
Leptophylax gracilis là một loài Trichoptera trong họ Limnephilidae. Chúng phân bố ở miền Tân bắc.